# Роко Блажевич
Роко Блажевич (хорв. Roko Blažević, також відомий як Роко; нар. 10 березня 2000, Спліт, Хорватія) — хорватський співак, представник Хорватії на Пісенному конкурсі Євробачення 2019.

## Біографія
Роко Блажевич народився в Спліті, у матері-співачки Марії Саратлії-Блажевич і батька Маріо Блажевича, також співака й учасника гурту. Брат Роко грає на бас-гітарі. Колишня дівчина Блажевича, Андреа Аужина, брала участь в тому ж сезоні, що й він, проєкту "Zvijezde " і в третьому сезоні «The Voice Hrvatska».

## Кар'єра
У липні 2017 року Роко переміг у сербському реаліті-шоу «Pinkove Zvezdice», а в грудні 2018 посів друге місце в хорватському реаліті-шоу «Zvijezde». 16 лютого 2019 року Блажевич переміг на національному відборі Хорватії Dora 2019 з піснею «The Dream», а згодом він представив свою країну на Пісенному конкурсі Євробачення 2019, але не досяг фіналу, посівши 14-е місце з 64 балами у півфіналі конкурсу.

## Дискографія

### Сингли
| Назва                 | Рік  | Альбом        |
| --------------------- | ---- | ------------- |
| «Podsjećaš na ljubav» | 2018 | поза альбомом |
| «The Dream»           | 2019 | поза альбомом |
| «Krila»               | 2019 | поза альбомом |
| «Božić nam dolazi»    | 2020 | поза альбомом |